# Alesis
Alesis é um fabricante instrumentos musicais eletrônicos pertencente a Numark. Foi fundado em 1980 e tem sua sede em Cumberland, Rhode Island (EUA). A marca foi comprada em 2011 pela Kurzweil Music Systems.